# Raqolak
Raqolak is een plaats in het district Markazi Bihsud van de Afghaanse provincie Wardak.